# ベラミ (ナイトクラブ)
ベラミはかつて、京都市東山区三条川端東の京阪三条駅前の三条大橋のほとりにあったナイトクラブ、サパークラブである。

## 概要
ベラミは「夜の商工会議所」と呼ばれるほど、京都の名士たちが多く集うナイトクラブであった。「関西オールスターズ」「ベラミ・オールスターズ」などのハウスバンドによる生演奏もあり、たいへん華やかな雰囲気であったと言われている。当時の超一流の有名歌手達が頻繁に公演を行ったため、ベラミで公演を行った歌手は「一流」とみなされ、歌手のステータスとなった。1978年7月11日には山口組組長田岡一雄が銃撃されたことでも知られる。1985年にママである山本千代子の死によって、営業を終えた。

## 「イン・ベラミ」ベラミ収録版
ベラミで行われた幾つかの公演は、レコードとして発売されている。ナイトクラブでの収録という特性上、ベラミでの収録版はコンサートやライブでの収録よりも観客との距離が近く、観客の声がはっきりと入るなど、臨場感が高いことで知られている。普段は手の届かないような全国的に知名度が高い歌手であっても、通常のコンサートとは異なり、間近に姿を見ることができた。

越路吹雪
「コシジ・イン・ベラミ ナイトクラブの越路吹雪」(1967年11月16日収録、1968年発売、東芝音楽工業)
「コシジ・イン・ベラミ ナイトクラブの越路吹雪 第二集」(1970年10月16日−20日収録、1970年発売、東芝音楽工業)
奥村チヨ
「ナイト・クラブの奥村チヨ」(1970年7月16日−18日収録、1970年10月5日発売、東芝音楽工業)
「チヨ・イン・ベラミ」（1971年8月25日発売、東芝音楽工業）
加山雄三
「イン・ベラミ～ナイト・クラブの加山雄三」(1970年10月27～28日収録、1971年12月20日発売、東芝音楽工業)
平尾昌晃
「京都・ベラミ 平尾昌晃オン・ステージ」(1971年12月22～23日収録、1972年発売、キングレコード)
欧陽菲菲
「欧陽菲菲 イン・ベラミ」(1972年4月7～8日収録、1972年6月5日発売、東芝音楽工業)
フランク永井
「フランク永井 at BELAMI」(1972年7月収録、1972年8月25日発売、ビクター音楽産業)
黒沢年男
「黒沢年男 ファースト・ライブ・イン・ベラミ」(1978年収録、1978年7月発売、コロムビア)

## その他ライブ
坂本九
1977年12月27日「坂本九ビックショウ」
ピンクレディー
1980年12月25日「さよならコンサート」(12月28日後楽園球場が最終公演)

## 山口組三代目襲撃事件
1978年7月11日午後9時半ごろ、店内で山口組の田岡一雄組長がピストルにより狙撃された。当日、田岡は5人で来店し、ショーを見ながら飲食をしていた。「歌とリンボーダンスショー」が終わった直後、山口組に敵対する松田組系「大日本正義団」組員の鳴海清が拳銃を持ち出し約4mの距離から二発を発射。弾は田岡の首を貫通し、流れ弾が付近にいた無関係の医師2人に重軽傷を負わせた。当時、店内には50人ほどの客と従業員がいたとされる。山口組と松田組系の抗争が終結した後、田岡が店側に詫びを入れたことから、暴力団関係者の店への出入が事実上タブーとなった。

## 関連文献
- 吉田一博 (著)『ベラミ伝説』（データハウス、初版1991年2月1日) ISBN 9784887181007
- 本庄豊(著/文)『ベラミ楽団の20世紀　音楽でつづる日本現代史』（日本機関紙出版センター、初版2024年6月20日）ISBN 9784889002935